# عامل إشابة

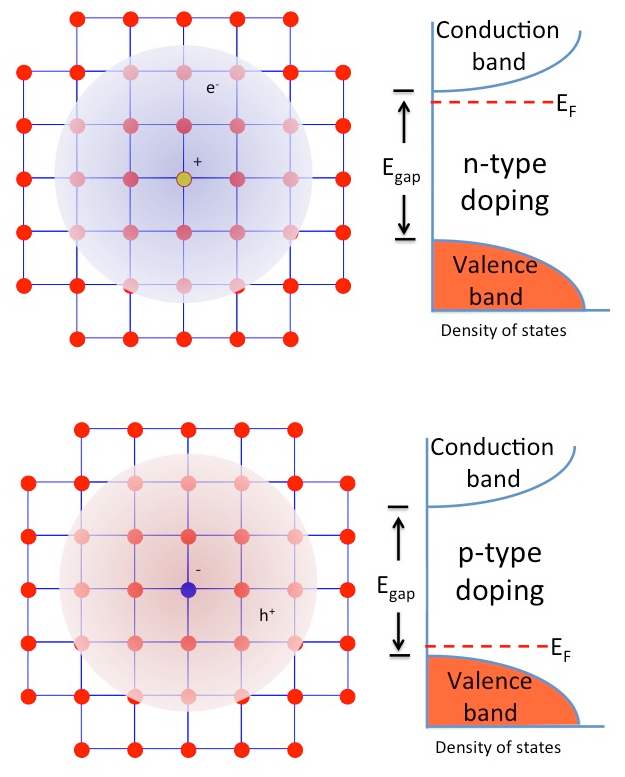
يتضمن تطعيم أشباه الموصلات من النوع n وp استبدال ذرات الإلكترون المانحة (برتقالي فاتح) أو الذرات المستقبلة (الزرقاء) في الشبكة. تقدم هذه البدائل إلكترونات أو ثقوبًا إضافية، على التوالي، والتي تتأين بسهولة بواسطة الطاقة الحرارية لتصبح حاملات حرة. يكون مستوى فيرمي لأشباه الموصلات المخدرة بضع عشرات من الميلي فولت تحت نطاق التوصيل (النوع n) أو أعلى من نطاق التكافؤ (النوع p).

عامل الإشابة (dopant) عبارة عن عنصر كيميائي يضاف بتراكيز منخفضة جداً من أجل تغيير الخصائص الكهربائية أو البصرية للمواد المضاف إليها. تستخدم عوامل الإشابة في مجال شبه الموصلات وفي مجال البصريات لإنتاج الليزر.

## شبه الموصلات
في إلكترونيات الجسم الصلب وباستخدام النوع والكمية الملائمتان من عامل الإشابة يمكن الحصول على شبه موصل سالب n-type أو موجب p-type والتي هي من المكونات الضرورية لصنع المقاحل والصمامات الثنائية. تدعى شبه الموصلات المشوبة بهذا الأسلوب باسم أشباه الموصلات الدخيلة.
إن إضافة عامل الإشابة يعمل على إزاحة مستوى فيرمي للمادة المشوبة، مما ينتج عنه كون حامل الشحنة إما سالباً كما في شبه الموصلات السالبة، أو موجباً كما في شبه الموصلات الموجبة.

## تقنيات الليزر
تضاف تراكيز منخفضة من عوامل إشابة مثل الكروم والنيوديميوم والإربيوم والثوليوم والإتيربيوم إلى البلورات الشفافة أو الخزف أو الزجاج من أجل إنتاج وسط ليزري فعّال في ليزر الجسم الصلب. إن إلكترونات عوامل الإشابة هي المسؤولة عن حدوث ظاهرة انقلاب الإشغال الضرورية لحدوث إصدار منبه للفوتونات في كل الأنظمة العاملة بالليزر.

## اقرأ أيضاً
- صناعة أشباه الموصلات